# Dorion Sagan
Dorion Sagan (Madison, Wisconsin, 1959) es un escritor de divulgación científica estadounidense. Es autor de varias obras sobre cultura, evolución, e historia y filosofía de la ciencia.  
Dos de sus obras más importantes son Las Ciencias de Avatar: de la Antropología a la Xenología y La Muerte y el Sexo, con la que obtuvo el primer lugar en la categoría de no ficción en la edición 2010 del New York Book Show. La termodinámica de la vida (Into the Cool: Energy Flow, Thermodynamics, and Life), en coautoría con Eric D. Schneider, trata sobre la relación entre la termodinámica del no equilibrio y la vida.
Es hijo del astrónomo Carl Sagan y de la bióloga Lynn Margulis. Es hermano de Jeremy Sagan y medio hermano de Nick Sagan.

## Premios y reconocimientos
- Primer lugar, Silent Mora Anillo 122 Hermandad Internacional de Magos - 1974
- Excelencia en la Educación EdPress Premio de Periodismo, nacional sin fines de lucro - 1986
- Beca Humana - Centre College, Danville, Kentucky - 2003
- Beca de Investigación, Lindisfarne-  2008 - presente
- Junta Consultiva de Sputnik Inc - 2009 - presente